# ألان وليامز (سياسي)
ألان وليامز (بالإنجليزية: Alan Williams) هو سياسي أمريكي، ولد في 22 مارس 1975 في الولايات المتحدة. حزبياً، نشط في الحزب الديمقراطي. وقد انتخب عضو مجلس نواب فلوريدا.